# ドロテオ・ホセ駅
ドロテオ・ホセ駅（ドロテオ・ホセえき、英語 : Doroteo Jose LRT Station）は、マニラ市の中心地区の一つであるサンタクルーズ地区にあるマニラ・ライトレール・トランジット・システム(Manila LRT)LRT-1線（グリーンライン）の駅であり、リザール(Rizal Avenue)と、ドロテオ・ホセ通り(Doroteo Jose Street)の交差点付近にある。
マニラ・ライトレール・トランジット・システム(Manila LRT Line 2)マニラMRT-2線（紫ライン）のレクト駅(Recto LRT Station)と徒歩で乗り換え可能である。

## 駅構造
相対式ホーム2面2線を有する高架駅である。

## 駅周辺
- Manila City Jail
- ファベーリア記念病院 (英語：Fabella Memorial Hospital)
- Isetann Cinerama Recto